# Édouard Klabinski
Édouard Klabinski (nascido Edward Klabiński; 7 de agosto de 1920 – 4 de março de 1997) foi um ciclista profissional polonês. Foi o primeiro ciclista daquele país a participar no Tour de France. Terminou em 34º lugar no Tour de France 1947.